# Естетика
Естетика (гр. αἴσθησις [aísthēsis] — придјев θητικός [thētikós] — осјет сензација, чулно опажање), филозофска дисциплина чија основна значења упућују на двојство осјета као врсте чулног (психолошког и физиолошког) процеса, и чулног схватања као духовног процеса, па би по томе естетика била наука о осјетима, за коју Валери употребљава термин „естезика”, или би била наука о чулном схватању, за коју Плеснер употребљава термин „естезиологија”, односно „духовна естезиологија”.
Касније изведено значење се проширује: од чулно-осјетног, оног што се схвата чисто интуитивно, без посредства појмовног мишљења, постаје оно што нам се на основи чулног опажања свиђа или не свиђа, што добија субјективни емоционални значај. Сва та значења одређују појам естетике који се налази у оснивача естетике као филозофске науке, у Александера Готлиба Баумгартена.
Естетика је за Баумгартена наука о нижој способности сазнања, о осјетима и опажањима, али и наука о осјећањима лијепог и умјетничког, о укусу, уобразиљи, генију, што значи о царству субјективности. Баумгартен је хтјео нагласити да естетика има карактер примјењене науке, у коју, према традиционалном систему филозофије, спадају логика, етика и естетика. Универзална употреба термина код неких филозофских представника ослабила је значење и претворило га у конвенцију, те се с правом може сматрати да је умјесто тог термина било потребно увести одговарајући термин: филозофија умјетности.
Уз употребу традиционалног назива, под естетиком треба разумјети једну грану филозофије, посебну науку, или аутономну дисциплину која је на путу да постане наука, чији је предмет умјетност, лијепо у природи и технички лијепо, као и постојеће теорије о томе у историји мишљења. Естетика као теорија умјетности и лијепог развила се из естетске рефлексије и научног мишљења, она се развила и из оног специфичног начина мишљења које испољавају сами умјетници у своме раду.
Само име естетика се неко вријеме употребљавало искључиво за учење о чулној спознаји. Тако је трансцендентална естетика још и за Канта наука о свим априорним принципима осјета. Код Баумгартена (1714–1762), који је први употребио тај термин, под естетиком као осјећајном спознајом (cognitio sensitiva) разумијевала се наука о лијепом у умјетности и у природи. Већина каснијих естетичара (Шелинг, Хегел и др.) слаже се у томе да филозофија умјетности не жели прописивати никаква правила и норме за стварање или доживљавање умјетности, већ „уопште разјаснити шта је лијепо”.
За осниваче естетике (мада не под тим именом) сматрају се у антици Платон и Аристотел. Док Платонова метафизика лијепог преко Плотина, средњег вијека, Канта, Шелинга, Хегела и новијих заступника тзв. „естетике одозго” и данас представља битну основу спекулативно конципиране филозофије умјетности, Аристотелово дјело „Пери поетикос” остаје узор оним теоретичарима који – полазећи с других позиција и тражећи у самој умјетности изворе естетских норми – представљају супротан смјер, заснован на неким емпиријским закономјерностима умјетничког стваралаштва. Из антике преузете категорије „размјера”, „склада”, „савршенства”, „цјеловитости”, „јасноће”, „свиђања по себи” доминирају средњовјековним схватањима о лијепом. Кантови у суштини формално и субјективистички засновани естетски погледи, унутар анализа о моћи суђења (Urteilkraft), снажно су утицали на развој естетике (посебно код Шилера), а неке су његове дефиниције („Лијепо је оно што се свиђа само по себи, без интереса за реалну егзистенцију и за посједовање предмета”) остале класични обрасци за све касније спекулативно засноване естетике. И док Шелинг, настављајући неке премисе Канта, покушава засновати умјетност као „апсолутну синтезу међусобног прожимања” слободе и нужности, свјесне и несвјесне дјелатности, коначног и бесконачног, уздижући је тако на пиједестал највиших вриједности, Хегел унутар своје опште конструкције развоја духа у историји схвата умјетност као живо (дакле и најниже) предочавање Апсолута. Главни представник формалистичке естетике Хербарт, дефинише естетику као учење о оцјењивању, тако да она обухвата и етику. Нови правац дао је естетици Т. Фехнер, захтијевајући експериментално емпиријски и индуктивни поступак у естетици и негирајући вриједност цјелокупне „естетике одозго” као интелектуалистички засноване, појмовне, филозофске дисциплине. Његови ученици и настављачи (Милер-Фрејнфелс, Мојман, Липс и др.) извршили су бројна испитивања да би експериментално утврдили неке правилности естетског свиђања. Вриједности те естетике као и других социјално-емпиријских и позитивистичко-историјских покушаја (међу којима је најзначајнија естетика Х. Тејна) радикално се успротивио Бенедето Кроче, дефинишући естетику као „науку о изразу” односно „општу лингвистику” и идентификујући интуитивну спознају с умјетношћу.
Естетика као традиционално грана филозофије, сада припада цјелини коју чине филозофија, психологија и социологија умјетности. Као комплекс поменутог, естетика није више ограничена само на дефинисање лијепог у умјетности, него такође покушај да се одреде извори наклоности према умјетности и односи умјетности према другим подручјима културе (науци и технологији, медијима, привреди, моралу, филозофији и религији).
Заједно са етиком спада у заједничку област филозофије која се назива аксиологија или теорија вриједности.
Као независна филозофска дисциплина естетика се издвојила у 18. вијеку. Код Имануела Канта, естетика значи „науку која посматра услове чулне перцепције“.
У филозофији, естетика се дефинише као студија лијепог и укуса. Међутим, прецизније дефинисање њеног субјекта није уопште лако. Умјесто тога, може се рећи да је њено самодефинисање највиши задатак модерне естетике. У естетици се налазимо на једној занимљивој територији и пред једним узнемирујућим искуством. Естетика је царство лијепог, ружног, узвишеног и елегантног; али такође и царство укуса, критике и лијепих умјетности. Вјерује се да у овим феноменима оперишу заједнички принципи као и да су они покретачи заједничких интересовања. У случају да је ова импресија погрешна, онда се морају одбацити идеје као што су лијепо и укус, пошто тада једино имају периферни филозофски интерес. Ипак, уколико је ова импресија исправна и филозофија је у стању да је потврди, онда је могуће поставити основе филозофије естетике.

## Природа и задатак естетике
Естетика је обухватнија од филозофије умјетности, која је једна од њених грана. Она се не бави само природом и вриједношћу умјетности, већ такође одговорима на природне објекте који налазе свој израз у језику лијепог и ружног. Ипак, на самом почетку појмови као што су лијепо и ружно наилазе на проблеме пошто изгледају исувише нејасни и субјективни када је у питању примјена њиховог значења на оне ствари које их егземплификују и друге које не. Скоро све може бити виђено као лијепо од стране једног појединца или из неког угла; различити људи примјењују појам лијепо на скроз различите ствари и објекте, из разлога који често имају врло мало или ништа заједничког. Може бити да овдје, као подлога, постоји неко јединствено вјеровање које мотивише такве судове. Такође може бити, међутим, да појам лијепо нема смисла изузев као прости израз једне намјере, коју различити људи повезују са различитим стањима ствари.
Шта је задатак естетике? Да ли естетски доживљај треба објаснити као посебну врсту ужитка, или посебну врсту искуства? Можда као посебну врсту суда или као посебну врсту односа према свијету или чак посебну врсту квалитета? Свако од наведених питања је било предмет анализе кроз историју филозофије. Њемачки филозоф рационалиста Александер Баумгартен је први употријебио појам естетикаBaumgarten, Alexander. Meditationes philosophicae de nonnulis ad poema pertinentilous. Halle, 1735. године, у значењу „осјећајна перцепција’’ а који је требало да буде у супротности са логиком, односно науком интелекта.
Иако је њемачки рационализам естетици дао име и прву дефиницију, британски емпиризам је поставио њене оквире као филозофске дисциплине и трасирао пут за њен будући развој. Главни проблем естетике који је заокупљао мислиоце осамнаестог вијека тицао се природе естетског суда, односно расуђивања о укусу. Ако је естетика требало да постане озбиљна филозофска дисциплина, онда се морала заснивати на принципима који могу оправдати естетске судове и разликовати их од обичних израза свиђања и несвиђања. Истовремено, емпиристи су сматрали да естетски судови зависе од субјективних осјећаја ужитка. Хјучисон, Хјум и њихови насљедници су сматрали да је естетски суд, првенствено, суд о томе да ли је нешто лијепо, тако да је примарни изазов био одредити да ли постоји посебна врста ужитка која је одговарајући одговор на љепоту, или, да ли говоримо о посебној врсти суда када за један објекат кажемо да посједује љепоту.

## Теорија о лијепом
Расправа о „лијепом” као појму је главна тема античке и средњовјековне филозофије о умјетности. За Платона, једино је „идеја” љепоте стварно лијепа, пошто је све друго у исто вријеме лијепо једино из једног угла или у поређењу са једном ствари у односу на другу. Лијепи људи и ствари, по њему, само се могу приближити Идеји љепоте. У средњовјековној филозофији, а под утицајем неоплатониста, о љепоти, богу и другим идеалним стварима, учило се као о истинама највишег степена стварности. Хришћанство је видјело љепоту као једно од идеалних лица бога. У том смислу љепота свијета је слика и одраз једне идеализоване љепоте. Августин, на примјер, вјеровао је да једна особа посједује љепоту тијела или душе само до степена до ког се приближава идеалној божанској љепоти. Такво схватање љепоте је далеко од оног које се јавља у модерној естетици.
Од просвјетитељства, љепота више није везивана за етичке или религијске вриједности. Умјесто тога, емпиристи осамнаестог вијека гледају на љепоту као просту способност једног објекта да произведе одређени тип ужитка. Суд по коме је нешто лијепо, сада је парадигма естетском суду о укусу. Међутим, ако суд по ком је нешто лијепо није обични израз свиђања, онда мора постојати неки стандард укуса, односно принцип који ће оправдати тврдње по којима је нешто лијепо а који у сваком случају не може избјећи мишљење да су судови о лијепом базирани на субјективним осјећањима ужитка. Овај неријешени проблем љепоте, још увијек је предмет жустре дебате међу теоретичарима естетике.

## Естетски суд
Емпиристи су одбацили идеју по којој постоје универзални стандарди о љепоти. Велики број различитих лијепих ствари наводи на закључак да не постоје канони и правила о лијепом како је сматрано за вријеме ренесансе. Хјучисон је сматрао да је класична идеја о јединству у различитости она која на одговарајући начин евоцира естетски ужитак. Међутим, дефинисање да ли нешто посједује одговарајући степен јединства или различитости је само по себи проблематично. Хјум је ријешио ову дилему тврдећи да сви ми можемо уживати у истим објектима природе и дјелима умјетности, али сви ми немамо исту искуствену подлогу, укус, добар осјећај, способност да правимо поређења и одсуство предрасуда, што би у идеалном случају могли и требало да имамо. По њему, они који посједују све те способности у највишем степену, могу бити сматрани идеалним критичарима које би ми остали требало да слушамо када је у питању одлучивање о томе шта је лијепо и теоријски гледано, сви ти критичари би се слагали један са другим. Међутим, чак је и сам Хјум сумњао да то није баш тако, рекавши да млади људи имају другачији укус од старијих, као и да људи из друге културе могу да не уживају у умјетности културе чији је производ, уколико су им вриједности које та умјетност прихвата и промовише довољно стране. Данашњи марксистички и феминистички критичари истичу да постоје озбиљни проблеми у покушајима да се генерализује о перцепцијама критичара о умјетничким дјелима, посебно када су у питању они који имају различита искуства са умјетношћу и различите тачке гледишта о томе шта јесте а шта није умјетност.

## Кантов формализам
Након Хјума, Кант је такође дао једнако познат априори аргумент по којем су судови о укусу, иако засновани на субјективним осјећањима ужитка, универзалне природе, пошто ужитак није обично опажајно задовољење нити има употребну вриједност, него се ради о неинтересном уживању које је производ хармоније слободне игре маште и разумијевања, што су когнитивне особине које су заједничке свим људским бићима. Пошто потиче из тих дијељених способности, ужитак је онда могуће дијелити са, и комуницирати другима. Кант сматра да је естетски суд неинтересне природе пошто није усмјерен на ништа зашта би могли бити заинтересовани или имати личну наклоност, већ је ријеч о суду о форми једног објекта. Тако је објекат који је предмет естетског суда „намјера без намјере”, односно хармонични изглед који нешто по својој природи посједује или што је производ нечијег стваралаштва, али без неке крајње намјере или сврхе у смислу употребљивости. Кантови примјери естетског суда примарно потичу из примјера природне љепоте, али су његове идеје такође имале значајан утицај у рјешавању проблема који се тичу формалистичких аспеката умјетничких дјела. Ипак, Кант је такође истицао улогу умјетничких дјела у произвођењу естетских идеја, тако да су му критичари његовог дјела „Критика моћи суђења”, а који су се ограничили само на његову рану верзију, неоправдано приписали једино интерес за формалне квалитете умјетности.
Критичари сликарства 20. вијека као што су Клајв Бел и Клемент Гринберг, сматрали су да су једино боја, линија, облик и њихове међувезе, начин на који су повезани, од естетске важности, а да је садржај слике естетски ирелевантан. У музици слична позиција је изражена кроз доктрину по којој је једино битна структура музичке композиције. У књижевности, формалисти такође истичу важност структуре, овога пута приповједачке структуре нарације и употребу слике и других реторичких оруђа у поезији. Формализам усмјерава пажњу умјетничког стваралаштва и рецептора умјетности на „чисто умјетничке квалитете”, односно начин на који једно умјетничко дјело јесте, али у исто вријеме прави разлику између форме и садржаја, што је врло тешко раздвојити, а највјероватније и немогуће.
Бел је тврдио да је умјетност могуће дефинисати као неку врсту „значајне форме”, рекавши да двије слике могу имитирати или представљати исту ствар, међутим једна се може сматрати умјетношћу док друга не, због начина на који је умјетник извео дјело. Бел је био присталица покрета „умјетност ради умјетности” који се ширио Европом крајем деветнаестог и почетком 20. вијека. Истицање форме као најбитнијег елемента умјетности, потјече од критичара апстрактних умјетности као што су архитектура и инструментална музика, али овакво схватање наилази на проблеме када су у питању фотографија и књижевност. Бел, у свом случају, покушава да дефинише „добру умјетност”, прије него једну суштинску естетску теорију, фаворизујући у истовремено своје схватање критеријума вриједности умјетничког дјела.

## Естетски квалитети, естетско искуство и естетско држање или став
У раном осамнаестом вијеку, парадигма естетског суда је суд о томе да ли је нешто лијепо, а лијепо је овдје објашњено у оквирима ужитка. Касније, у другом дијелу осамнаестог вијека, појам естетског суда се шири да би обухватио судове о сликовитом и узвишеном, али суд о узвишеном сада више није у потпуности ужитак. Едмунд Бјурк описује извор осјећаја о узвишеном као „све што се јавља на било који начин тако да покрене идеје о болу и опасности”, као што је огромно пространство, моћ и заборав. Када естетски судови више нису само усмјерени на лијепо, отвара се нови пут за размишљање о естетици, не више као неке одређене врсте ужитка нити неке посебне врсте суда, него као скуп одређених типова квалитета једног објекта. Љепота и узвишеност су онда само два типа у широј класи естетских квалитета. Питање које се намеће ширењем опсега естетских квалитета је да ли се сви ти естетски квалитети могу описати као формални квалитети. Франк Сибли, зачетник модерне дискусије о естетским квалитетима, на списак примјера ставља не само јасне примјере формалних квалитета као што су елегантан и дречав, него и квалитете као што је меланхолија који се обично сматра особином експресије, односно припада посебној поткласи естетских квалитета.
Оно што је занимљиво је да нам се опет јављају слична питања као она која су постављана када је питању суд о љепоти. Да ли је ријеч о исконским квалитетима или зависе од рецептора до рецептора? Ако зависе од рецептора да ли је овдје случај као код боје коју сви без поремећаја у очима виде мање више исто или је и овдје ријеч о укусу? Да ли постоје идеални критичари естетских квалитета, као што је предлагао Хјум у случају вредновања љепоте, који могу дати прави суд о естетским квалитетима? Сва ова питања су на пољу естетике још увијек предмет жустре дебате и различитих схватања и размишљања.
Појам посебног естетског ужитка или естетска перцепција данас има далеко шире значење у односу на оно из осамнаестог вијека. Џон Дјуи је дијелом одговоран за те промјене истичући важност искустава из свакодневног живота која, по њему, могу имати исто перцептуално богатство као када се нађемо пред једним умјетничким дјелом. Други теоретичари, Шопенхауер,, Столниц, кажу да оно што чини један естетски контекст јесте посебна врста естетског држања или става који имамо када се налазимо пред умјетничким дјелима, али у теорији могуће га је усмјерити на било шта, укључујући објекте из природе, природне феномене, и сл. Тако испада да естетско држање или став има много сличности са естетским судом. Ријеч је, дакле, о посебној врсти неинтересне контемплације чија је пажња обично, али не и искључиво, усмјерена на једно умјетничко дјело.

## Теорија умјетности: имитација и представљање
Идеја да су поезија и сликарство умјетности имитације потјече од Платона, који је везао имитацију са сјенама и рефлексијама, те према томе даље а не ближе истини. Аристотел је такође сматрао да су поезија и сликарство имитације стварности, али за разлику од Платона, говорио је да учимо из имитације и према томе уживамо у процесу учења. Платон и Аристотел су били први филозофи који су теоретисали о поезији и сликарству као умјетностима имитације, али нису сматрали да припадају посебној категорији „лијепих умјетности”, па чак ни категорији умјетности са великим словом „У”. Стари Грци нису схватали концепт „естетика” у смислу у ком се он касније јавља. Умјетности сликарства и вајарства су сматране врстом технике или заната. Ипак, концепт умјетност у каснијим европским културама, узима своју дефиницију од грчке ријечи „техне” (грч. тέχνη), што је у преводу значило „корпус организованих знања и вјештина за извођење промјена посебне врсте на материји посебне врсте”. У грчком језику ријеч „техне” се и данас користи за умјетност. Поезија и друге умјетности су код Старих Грка на првом мјесту имале образовну улогу односно биле су извор моралног образовања, мада су такође цијењене као умјетности тј. технике имитације. У вријеме ренесансе и просвјетитељства а под утицајем Аристотела и његових насљедника из класичног периода, покушаји имитације и представљања стварности у поезији и сликарству постају уобичајени.
Први покушај систематизације лијепих умјетности урађен је 1746. године када је Шарл Бато заједно груписао поезију, вајарство, плес и музику назвавши их умјетностима имитације „лијепе природе” одакле долази појам „лијепе умјетности”. То је била револуционарна идеја пошто се по први пут повезују умјетности које су дотада сматране занатима, као што је случај са вајарством, са умјетностима као што је поезија и музика за које се сматрало да је потребно више образовање, чиме се по први пут имплицира да сви практиканти лијепих умјетности нуде представе свијета које су потенцијални извор знања. Једном већ успостављена идеја о лијепим умјетностима, постаје могуће правити поређења међу различитим умјетностима, истраживати њихове заједничке карактеристике као и покушати пронаћи дефиницију која би важила за све умјетности, другим ријечима, дефиницију која би била одговарајуће објашњење појма „умјетност”.
Од самих почетака, потрагу за једном дефиницијом су покренуле многе умјетности. Тако је идеја да умјетности имитирају или представљају лијепу природу, сасвим прихватљива у доба Фидије и Пракситела који су правили реалистичне, али такође високо идеализоване скулптуре људског тијела, па и у доба ренесансе када су Рафаел и Леонардо имитирали такође идеализовану форму женског тијела у њиховим сликама Дјевица, али умјетности као што је инструментална музика или плес очигледно не имитирају ништа. Архитектура је такође једна од умјетности која се може слободно изузети када говоримо о имитацији. У синтези лијепих умјетности из осамнаестог вијека гдје се умјетности виде као умјетности имитације лијепе природе, можемо примјетити један покушај да се сједине двије концептуалне традиције, с једне стране преокупације емпириста о естетском суду, суду о љепоти, а с друге класичне идеје које потичу од Платона и Аристотела, по којима су све лијепе умјетности умјетности имитације. У том смислу, иако архитектонске грађевине, плесови и музика не одговарају опису по коме је умјетност имитација, без сумње може бити ријеч о лијепим стварима те се по том критеријуму може задовољити формална потреба за „јединством у различитости”.
Идеја да су све умјетности умјетности имитације је све даље од савремених схватања, гдје у визуелним умјетностима главну ријеч води апстракција, а чак се и у књижевности јављају тенденције које усмјеравају пажњу на формалне аспекте књижевних дјела умјесто на причу која је њима испричана. Тако да се умјетност највероватније може најбоље дефинисати као „креативно стваралаштво о стварима у свијету које занимају људска бића”, мада се такође јављају супротна мишљења, посебно међу онима који заговарају неку врсту „апсолутне музике”, по којима је умјетност начин да се побјегне од свијета.
У исто вријеме појам „имитација” (мимеза) схваћен као огледало стварности у умјетности је доведен у питање. Многа представљачка или предметна умјетничка дјела, слике, фотографије, филмови и скулптуре без сумње представљају свијет или дио свијета, међутим не може се рећи да се ради о простим имитацијама. Улога стила је врло битна у свим жанровима умјетности тако да је тешко, ако не и немогуће, рећи да је ријеч о простом огледалу стварности. Међу широко дебатованим теоријама о предметном сликарству налазе се погледи Ернста Гомбриха по ком је историја сликарског реализма историја израде и дораде сликарског дјела, другим ријечима, свака наредна генерација реалиста побољшава технике реалистичног представљања; и Ричарда Волхејма, по коме се теорија предметног сликарства заснива на претходној способности рецептора да види унутар сликарског дјела, односно његовој способности да допре до сликареве замисли. У књижевности је такође начињена разлика између књижевних наратива које говоре о свијету у одређеном смислу али га засигурно не представљају, и књижевних драма које представљају нека дешавања из стварности, мада не на исти начин као што је случај са сликама.

## Експресија
У вријеме романтизма, умјетници и писци су почели да описују своје дјело као израз властитих емоционалних перспектива о свијету. Вилијам Вордсвурд је описао поезију као „спонтани ток снажних емоција које су прикупљене и организоване након што их је пјесник доживјео”. Послије теорије о имитацији, наредни покушај дефинисања умјетности је умјетност као експресија. Већ је раније Кант истицао улогу маште у умјетности као и улогу генија који ствара правила умјетности не поштујући успостављене каноне. Платоновско схватање умјетника као занатлије који умије да исклеса скулптуре или пише поезију а који је креативан само утолико уколико његова инспирација долази од богова, сада је замјењено идејом о умјетнику који користи своју властиту креативну машту за изражавање нових идеја и емоција.
Кантово схватање умјетника као генија који ствара естетске идеје је касније развио Хегел, тврдећи да је умјетност једна од врста свијести путем које човјек стиче спознају о апсолутном духу, другим ријечима, да се ради о врсти свијести гдје су идеје уграђене у неку врсту чулног облика и да је то начин на који их апсолутни дух може спознати. За Хегела умјетност је посебна врста знања које није могуће раздвојити од медија у ком је изражена. Теоретичари експресије, идеалиста Колингвуд и прагматиста Дјуи су засновали своје виђење на основу неких од тих идеја, тврдећи да је умјетнички израз или експресија, когнитивна активност, односно ствар расвјетљавања и артикулације емоција. Као и Хегел, сматрали су да су емоције које су садржане или изражене у једној пјесми или слици, јединствене тој пјесми или слици. По њима, било каква промјена у боји или линији у једној слици, као и било која промјена ритма у једној пјесми неминовно води до промјена емоција које су у њима изражене. Други теоретичари, међу којима је и Толстој, више су инсистирали на могућности комуникације емоција другима кроз умјетничко дјело.
Исто као што дефиниција умјетности као имитације стварности одговара реализму осамнаестог вијека, тако и теорија по којој је умјетност експресија одговара романтизму у сликарству и вајарству и експресионистичкој поезији и музици почетком деветнаестог вијека. Међутим, још једном, архитектура представља проблем. Већина архитектонских грађевина не изгледа као да изражава емоције, нити су одраз личног израза о свијету њихових стваралаца.
Ипак, концепт експресије се показао прилагодљивим. Скорије теорије као што је Гудманова, описују експресију као „метафоричку егземплификацију”. У том смислу, једно архитектонско дјело може изразити неке од естетских својстава или квалитета међу којима су љупкост, пријетећи изглед, елегантност, а кроз своје формалне аспекте као што су маса, чврстина, симетрија, асиметрија, пуноћа, празнина, стил и сл., другу врсту естетских својстава која могу произвести емоционални одговор код посматрача. Други теоретичари тврде да експресија није ништа друго до посједовање одређених естетских својстава као што су „меланхолично”, „весело”, „духовито”, „живахно”, али постоји спор око тога да ли је ријеч о метафоричким или исконским својствима. Овдје се такође може видјети судар различитих концептуалних традиција. Идеја по којој је умјетност „експресија” је далеко од идеје да умјетност посједује посебан скуп естетских, односно „експресивних” својстава.
Идеја по којој умјетност посједује експресивна својства није изненађујућа, пошто се може примијенити на велики број умјетничких дјела. Међутим, идеалистичка идеја романтизма по којој је умјетност једнако експресија, тешко се може примијенити на велики број дјела која су настала прије осамнаестог вијека. У 20. вијеку, иако је већина умјетника модернизма схватала своје стваралаштво као лични израз емоција и идеја у изабраном медију, што је у складу са препорукама Колингвуда, умјетници постмодернизма теже да изразе своје идеје у било ком медију не подређујући му своје замисли, као ни неким одређеним стилским и другим законитостима. Тако се у постмодернистичко доба одбацује Колингвудова идеја о пажљиво конструисаном дјелу које је у складу са посебном личним или стилским изразом или експресијом. Ипак, многи умјетници и данас говоре да „изражавају себе” кроз своје дјело.

## Институционална теорија умјетности
Теорија имитације, теорија умјетности као форме и теорија умјетности као експресије изгледа не могу да понуде дефиницију умјетности за све ствари које се данас желе уврстити у умјетност. Консеквентно томе, многи су скептични у могућност једне потпуне дефиниције умјетности. Неки кажу да је проблем дефиниције умјетности сличан проблему дефинисања породичне сличности међу појединцима. Други истражују могућности дефиниције која неће апеловати на форму умјетничког дјела, садржај онога што представља нити његове експресивне квалитете. У том контексту Артур Данто је предлагао да се сматра умјетношћу оно иза чега стоји једна умјетничка теорија која ће дјело које је предмет анализе повезати са историјом умјетности. Исто као што теорија умјетности као имитације има своје поријекло у класичном свијету а теорија умјетности као експресије у периоду романтизма, тако је и Дантова теорија одговор на концептуалну умјетност друге половине 20. вијека, која по дефиницији не излаже нити представља одређену врсту значења него је на посматрачу да декодира о чему је дјело. Овдје се од посматрача захтијева да има знања из актуелних теорија и историје умјетности на основу којих концептуално умјетничко дјело постаје умјетност.
Надовезујући са на ово схватање, Џорџ Дики сматра да је умјетност оно што је створено да буде представљено онима који представљају „умјетничке кругове” (умјетници, умјетнички критичари, директори изложби и други чланови музеја као институција гдје се савремена умјетност данас највише излаже). Међутим ако се оваква дефиниција прихвати јавља се проблем са умјетношћу култура које не слиједе овај институционализовани шаблон и које немају нешто што би се могло назвати „умјетнички круг или кругови”. Скорији покушаји да се овај проблем ријеши истичу историјску димензију умјетности и њеног вредновања. У складу с тим су и покушаји да се умјетност дефинише у оквирима историјског контекста у ком је одређена умјетност настала и у оквирима типа одговора публике у контексту традиције којој одређена умјетност припада. Другим ријечима, умјетност је оно што публика културе у којој је настала сматра умјетношћу.

## Значење и интерпретација умјетничких дјела
Инсистирањем да сва умјетничка дјела захтијевају теорију која ће оправдати њихово постојање, Данто истиче да сва умјетничка дјела имају умјетничко значење и захтијевају интерпретацију. По њему, не може се само уживати у љепоти умјетничких дјела него је потребно разоткрити идеје које стоје иза њих а које не морају бити очигледне уколико се дјело посматра само као једна естетска подлога и под условом да их умјетник већ није изложио или објаснио. Гудман, у свом дјелу „Језици умјетности”, истиче да су умјетничка дјела конципирана као симболи у различитим системима симбола. Тако и Гудман сматра да је умјетност створена да се интерпретира и разумије а не само да се ужива у њој и цијене њени естетски квалитети. Идеја да је умјетничким дјелима неопходно дати интерпретацију се добро уклапа са етосом модернизма, пошто многа модернистичка дјела није лако разумјети. Са постмодернистичким дјелима је сличан случај, те иако често на први поглед изгледају као да је ријеч о једној игри, у исто вријеме могу изгледати недоступно и херметично, уколико нам је непозната теорија која их оправдава.
Ипак изгледа разумно упитати: Шта значи или шта подразумијева интерпретирати једно умјетничко дјело? Крајем 20. вијека развиле су се двије одвојене традиције интерпретације књижевних али и других умјетничких дјела. Једна је аналитичка традиција, која произлази из аналитичке филозофске традиције а која истиче важност разумијевања намјера аутора приликом конструисања једног књижевног дјела, а друга припада традицији континенталне филозофије. Њемачка теорија рецепције сматра да је интерпретација књижевног дјела условљена начином на који читаоци, односно рецептори, одговарају на једно књижевно дјело, умањујући тиме значај намјера самог аутора. Француски структуралисти и постструктуралисти истичу важност начина на који читаоци декодирају или деконструишу књижевна дјела (али и друге врсте умјетничких дјела) у ком процесу се разоткрива обиље могућих значења што дозвољава њихова структура као и интеракција са текстовима који су настали касније. Другим ријечима, структуралисти и постструктуралисти, међу којима се истичу Дерида и Барт предлажу интерактивно читање и поређење ранијих са новијим текстовима и обрнуто, како би се разоткрила, деконструисала или декодирала њихова стварна структура или, евентуално, њихово многоструко значење. Многи теоретичари, нарочито они који припадају марксистичкој, фројдовској и феминистичкој традицији, реинтерпретирали су дјела из прошлости из перспектива савремених претпоставки или усвојених вриједности читалаца, које највјероватније не би дијелили аутори тих дјела. У сваком случају, и аналитичка и континентална традиција истичу важност културног контекста ком припадају како умјетник, тако и читалац или читаоци.
Потреба за интерпретацијом је стигла и до естетике природе. Умјесто просте контемплације природних љепота као што су водопад, цвијеће или планине, постоје аргументације по којима је потребно употријебити научна знања како би естетски ужитак био већи, јер што више знамо о стварима у којима уживамо то ће ужитак бити већи. Други сматрају да је таква аргументација у најмању руку неоснована. Такође се може аргументовати да већина романтичара нису били стручњаци за ботанику и геологију а да њихова дјела ипак зраче дубоким емотивним утиском који је на њих оставила природа и природни феномени.

## Онтологија умјетничких дјела
Питање интерпретације је у уској вези са онтолошким статусом умјетничких дјела. Тако се може упитати шта је то што се интерпретира интерпретацијом умјетничких дјела? Слике, скулптуре и архитектонске грађевине су индивидуални физички објекти, међутим романи, симфоније и дигитална умјетничка дјела су нека друга врста, може се рећи, апстрактних или виртуелних објеката. Затим, постоје и извођачке умјетности које је могуће доживјети само у ограниченом временском трајању. Ту спадају позоришна, музичка и плесна дјела која отварају нова питања која се тичу аутентичности када је у питању поновно извођење једног старијег дјела. Ако су се праксе извођења радикално промијениле од времена када је једно дјело настало, онда се постављају логична питања: Да ли је његово поновно извођење у складу са изворном концепцијом, и, да ли је ријеч о модификованој верзији или о једном сасвим новом дјелу које само личи на изворно?
Гудман је разликовао „алографске” од „аутографских” форми умјетничког дјела, идентификујући прве врстом структуре или секвенце симбола, а друге у контексту историје настанка умјетничког дјела. Један проблем са оваквим разликовањем је у томе што чак и „алографске” умјетничке форме морају бити разликоване на основу њихове историје настанка.
Умјетничка дјела су културни објекти, објекти за културним значењем, тако да их се не може сматрати простим јединкама неке цјелине као што је случај са столовима и столицама, као ни апстрактним типовима који ће бити стандардна мјера једни другима. Да ли је умјетничко дјело јединка или тип, то се дијелом разматра преко културног контекста који је подлога једном умјетничком дјелу, стога важност намјера умјетника као и историјског, географског и интелектуалног контекста у ком је умјетник стварао.

## Умјетност и знање
Ако су умјетничка дјела симболи које треба разумјети како би се разоткрило њихово значење, онда је разумно очекивати од њих да унаприједе наше когнитивне вјештине и открију истине о свијету. Ова тврдња, међутим, контроверзна је још од Платона који је категорички одбацио да поезија нуди знање, аргументујући да сјене и одрази одводе од, умјесто да приближавају истини. С друге стране стоји Аристотелова аргументација по којој је поезија више филозофска категорија од историје, пошто се бави универзалијама, односно могућим умјесто актуелним.
У класичном периоду, када су умјетности сматране умјетностима имитације, умјетничка дјела су нас могла водити ка знању на веома једноставан начин. На примјер, ако је слика Крунисање Наполеона имитација или представа крунисања, онда она може информисати свијет да је Наполеон постао цар, како је догађај изгледао и колико битан је био. Апсолутни идеализам је поставио још више захтјеве за умјетност. За његове сљедбенике које предводи Хегел, његов зачетник, умјетност је начин спознаје апсолутног духа. Лишена своје идеалистичке потпоре ова идеја се може схватити као варијација веома старе идеје по којој је умјетник посебна индивидуа, са посебним увидом у стварност. У периоду романтизма, када су умјетности виђене као израз умјетникових ставова и емоција о свијету, знање које се могло очекивати од умјетничких дјела тицало се спознаје емоција, умјетникових и наших. По том схватању умјетник је тај који разрађује емоције о свијету за уживаоце умјетности, тако да их је кроз употребу маште рецептора могуће рекреирати и тако доћи до спознаје или знања о њима. Савремене теорије о когнитивној вриједности умјетности су мање амбициозне. Тенденција је да се нагласи да умјетничка дјела нису најбољи водич за ширење научних знања, али могу да нас уче на друге начине. Гудман је истицао како слике, скулптуре, филмови и остале визуелне умјетности, могу да нас науче да постанемо вјештији у перцептивном расуђивању о стварима различите природе. За књижевна дјела се обично сматрало да пружају знања о моралу, спознаји моралних истина које могу бити изражене у пропозиционим оквирима, као и знања о начину живљења, како третирати своје пријатеље и како доносити моралне одлуке. Романи, филмови, драме, кратке приче или басне, као и епска поезија, сматрају се по мјери да едукују наше емоције и поуче нас моралним вриједностима. Међутим, ако покушамо да апстрахујемо моралне истине из књижевности, може се наићи на неке баналности које не морају бити истина. Рецимо, Краљ Лир нас учи да се љубав налази у дјелима а не у ријечима, док Ана Карењина поручује да уколико начините прељубу и напустите свога мужа и дјецу, долази вријеме патње за вас.

## Умјетност и емоција
Гудман је сугерисао да приликом наше апресијације умјетности, емоције функционишу когнитивно. Ова идеја се може срести код Аристотела, који је тврдио да је циљ трагедије да изазове катарзу, сажаљење и страховање, ипак о значењу ријечи катарза у овом контексту, много се расправљало. Данас се сматра да катарза имплицира евоцирање сажаљења и страховања као водича за разумијевање, и да она није само у својству пратње кроз трагедију. Аристотел овдје реплицира Платону који тврди да умјетност трагедије евоцира емоције које слабе морал. Гудманова идеја је општија од Аристотелове. Она указује да разумијевање било које врсте умјетничког дјела може бити постигнуто кроз разумијевање наших емоција које нам оно производи. На примјер, осјећања изненађености и збуњености и начин разрјешења тема и хармонија у једном музичком дјелу, могу нам дати неку идеју о његовој форми и структури. Уколико наше емоције узрокује постепени развој радње једног романа, може привући нашу пажњу на његове битне структурне тачке. У случају књижевности, узроковане емоције нам могу помоћи да разумијемо не само умјетничка дјела, већ дијелом и сам живот. Симпатетички одговор на осјећања и реаговања књижевних ликова као и на значење ситуација кроз које они пролазе, уче нас о различитим и највјероватније за нас непознатим ситуацијама. Наш симпатетички одговор на ликове књижевних дјела може нам помоћи у практичном разумијевању других људи у стварном животу. Уопштено гледано, употреба маште приликом читања књижевних дјела, гледања филмова, посматрања сликарских дјела и томе слично, може проширити наше властите видике.
Теорија експресије инсистира да умјетничка дјела не само да производе емоције публике већ да их такође сама изражавају. То значи да умјетничко дјело може да заузме и представи тачку гледишта или став, која се кроз њега артикулише. Слике такође могу садржати емоционалне тачке гледишта као што је случај са Монеовом сликом Отопљавање Сене, сликане након смрти његове жене Камиј, а коју Волхејм види као умјетников израз жалости.

## Вриједност умјетности
Погледи о вриједности умјетности варирају у зависности од тога шта се сматра да су њене суштинске особине. За формалисте, вриједност умјетности је чисто естетске природе, ствар естетског ужитка или естетске емоције. Теоретичари експресије вреднују умјетности због њихове способности да артикулишу емоције умјетника или могућности комуникације емоције другима. Когнитивне теорије умјетности, истичући значење и интерпретацију умјетничких дјела као битне чиниоце, истичу когнитивне вриједности умјетности, односно њену способност да побољша нашу перцептивну и емотивну свијест о свијету. Од поменутих вриједности, чини се да је естетска вриједност заиста суштинска и вриједност својствена умјетности. Веће разумијевање и боља комуникација међу људима су такође од суштинске важности, међутим, нису јединствене умјетности. С друге стране, теорије које дефинишу умјетност кроз оквире културног контекста у ком одређена умјетност настаје и развија се, или кроз институције које је окружују, не изгледа да дају било какво објашњење због чега је умјетност вриједна.
Један проблем о ком се много дискутовало враћа нас у саме почетке естетске теорије у осамнаестом вијеку. Питање које поставља је да ли естетска вриједност умјетности укључује све врсте вриједности? Многи теоретичари естетике који су размишљали о овом питању, одбацили су идеју по којој монетарна вриједност има везе са естетском вриједношћу умјетности, док су други направили јасну разлику између естетске вриједности једног умјетничког дјела и његове вриједности као историјског или археолошког документа. Ипак, не постоји консензус око тога да ли вриједност умјетности укључује и моралне вриједности, односно да ли треба направити јасну границу између поља естетике и поља морала. Они који сматрају да се умјетност ствара да би обезбједила естетска искуства, највјероватније сматрају да морална вриједност није релевантна за естетску вриједност. Међутим, за оне који сматрају да је умјетност ризница свих врста вриједности, укључујући когнитивне и емоционалне, морална вриједност ће највјероватније бити виђена као само још један извор умјетничке вриједности.